# Auguste Caboufigue
Honoré Auguste Caboufigue, né le 14 juillet 1813 à Bandol et décédé dans cette même commune le 8 septembre 1879, est un capitaine au long cours français, capitaine de la Compagnie des Messageries maritimes.

## Biographie
Originaire du Var, Auguste Caboufigue est le fils d'Honoré Caboufigue, capitaine au long cours et maire de Bandol de 1851 à 1855. Provenant du commerce, le capitaine au long cours Auguste Caboufigue commande les bateaux à vapeur de la Compagnie Rostand. Il effectue le 9 septembre 1851, sur L'Hellespont, le paquebot qu'il dirigeait à la Compagnie Rostand, le voyage inaugural du service postal de la Société des Services maritimes des Messageries nationales à destination de l'Italie.
Le 17 novembre 1869, lors de l'inauguration officielle du Canal de Suez, il est aux commandes du paquebot Péluse, avec à son bord Ferdinand de Lesseps de même que les membres du conseil d'administration de la Compagnie universelle du Canal maritime de Suez. Il suit L'Aigle, sur lequel se trouve l'Impératrice Eugénie. Il sera ainsi le premier commandant de la marine marchande à transiter par le Canal de Suez. 
Il quitte le service à 56 ans, le 1er janvier 1870, sans être jamais sorti des eaux méditerranéennes. Il est maire de Bandol du 10 août 1870 au 14 septembre 1870.
La "dynastie Caboufigue" - Auguste, son fils et son petit-fils Louis - , marquera de son empreinte la Compagnie des Messageries maritimes.